# Stan in dom
 Vrtna kolonija Stan in Dom je stanovanjska soseska 25 invidualnih hiš z značilnimi strmimi strehami in dveh stanovanjskih poslopij na Tržaški cesti v Ljubljani ob uvozu v Idrijsko ulico, ki so jo, gradili v letih 1925–1927 v katastrski občini Gradišče, ob Idrijski, Postojnski  in Glinški ulici med Tržaško cesto in južno železnico proti Trstu na pobudo politika Antona Kristana, predsednika načelstva stanovanjske zadruge z istim imenom. Sosesko je načrtal in vodil gradnjo arhitekt Ivan Zupan
Stan in dom je bila od 1931 do 2023 tudi tramvajska, trolejbusna in avtobusna postaja na Tržaški cesti, ki je pokrivala območje med Tobačno tovarno oziroma Oražnovo ulico in Tovarno Ilirija oziroma Šestovo ulico. Čez Tržaško cesto leži Bičevje, čez železniško progo pa Rožna dolina. Nekoč pa se je prostor med vrtno kolonijo in Tobačno tovarno imenoval Cesarski vrt, prostor med vrtno kolonijo in tovarno Ilirija, kjer sta zdaj Narta Studio in Zdravstveni dom Vič,  pa Bajčev vrt. 
Znani Slovenci, ki so bivali na širšem območju Stan in doma: Janez Hočevar - Rifle, Meta Hočevar, Andrej Hrausky, Mirko Hribar, Vida Jeraj Hribar, Fortunat Lužar, Henrik Steska, Dane Škerl, Silvester Škerl, Vilko Ukmar.